# صدمة الطفولة
يشار إلى صدمة الطفولة في الأدب الأكاديمي على أنها تجارب مريرة في مرحلة الطفولة. قد يتعرض الأطفال لطائفة من التجارب تصنف كصدمات نفسية وقد يتضمن ذلك الإهمال  أو الهجر أو الاعتداء الجنسي على الأطفال أو الإيذاء الجسدي، معاملة أحد الأبوين أو الأخوة بعنف أو إصابة أحد الأبوين بمرض عقلي. لهذه الأحداث آثار نفسية واجتماعية وقد يكون لها تأثير سلبي دائم على الصحة والسلامة. كشفت دراسة قام بها قيصر برمننت ومركز متابعة الأمراض والوقاية منها عام 1998 عن التجارب المريرة في مرحلة الطفولة أن التجارب المحملة بصدمة في الطفولة هي السبب الرئيسي للعديد من الاعتلالات الاجتماعية والانفعالية والمعرفية التي تؤدي إلى زيادة في مخاطر السلوك الضار الهادم للذات  ومخاطر العنف أو معاودة الإيذاء وحالات صحية مزمنة واحتمالية قصر العمر والموت المبكر. كلما زاد عدد التجارب المريرة ارتفعت مخاطر المشكلات من الطفولة للبلوغ. وقد أكدت الدراسات التي تمت على مدى 30 عاما ما كشفته الدراسة الأولية.  وتقوم العديد من الولايات وموردي الخدمات الصحية والمجموعات الأخرى بمسح لآباء والأطفال للكشف عن التجارب المريرة في مرحلة الطفولة.